# Колона Марка Аврелія

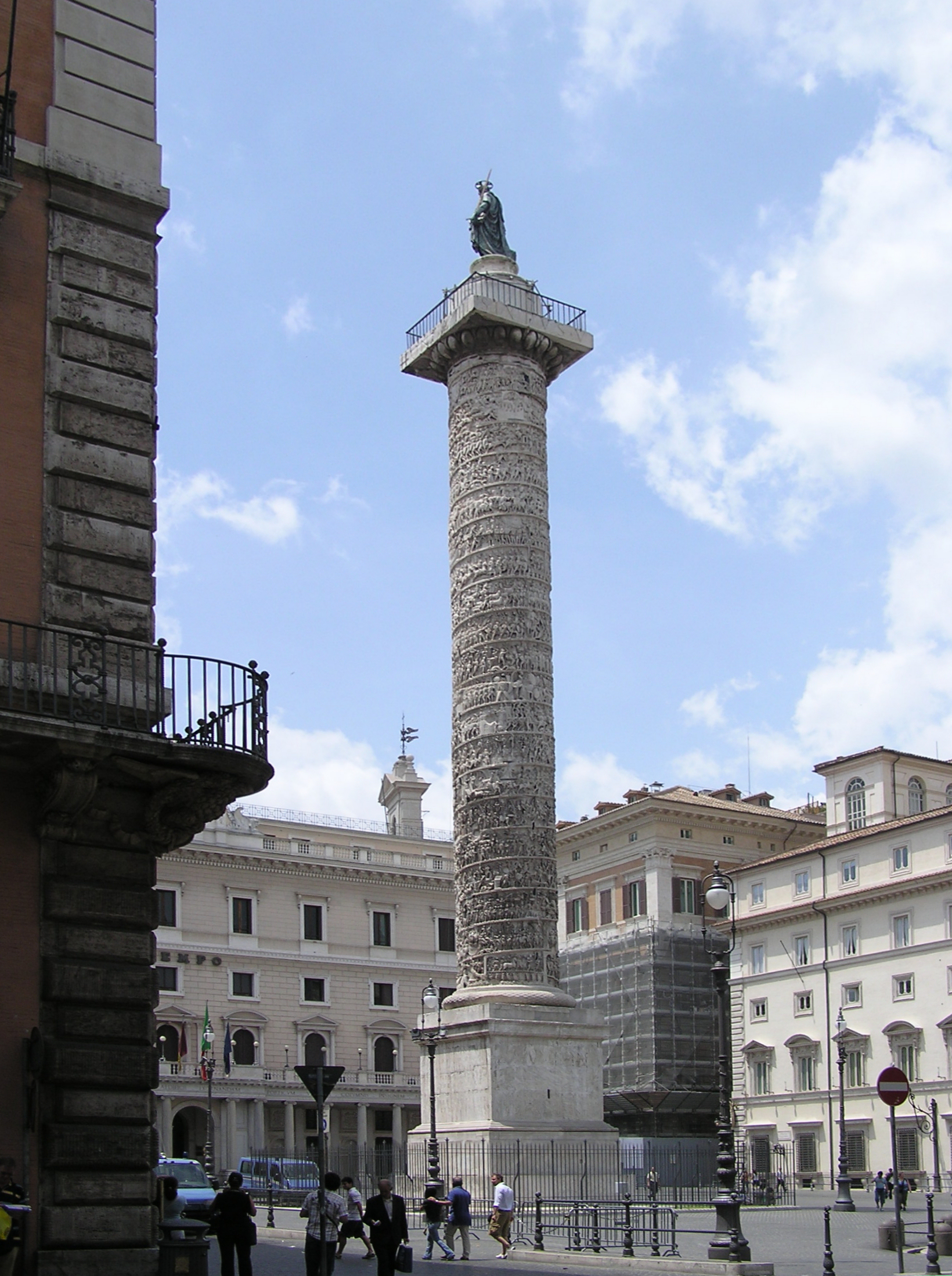
Колона Марка Аврелія на площі Колони, Рим

Колона Марка Аврелія(італ. Colonna di Marco Aurelio; лат. Columna Centenaria Divorum Marci et Faustinae) — дорична колона, розташована в Римі на названій в її честь площі Колони (італ. Piazza Colonna). Споруджена на пам'ять про Маркоманські війни імператора Марка Аврелія впродовж 172—175 років. Прототипом її послужила колона Траяна. Спочатку колона стояла між Гробницею Адріана та гробницею Марка Аврелія на Марсовому полі.

## Конструкція
Висота колони становить 29,6 м, її п'єдесталу — 10 м. Загальна висота монумента становила 41,95 м, проте 3 метри її основи після реставрації у 1589 виявилися нижче поверхні землі. Тіло колони складається за різними даними з 27 або 28 блоків карарского мармуру 3,7-метрового діаметра. Як і колона Траяна, вона порожня, всередині знаходиться гвинтові сходи з 190—200 сходинами, що ведуть до вершини, де в давнину була встановлена скульптура Марка Аврелія. Сходова клітка освітлюється через невеликі прорізи.

## Рельєфні зображення
Рельєф колони Марка Аврелія помітно відрізняється від рельєфу колони Траяна більшою експресивністю. На ньому набагато сильніше виражена гра світла і тіні, оскільки різьблення по каменю більш глибоке, дещо збільшені голови фігур, щоб можна було точніше передати вираз обличчя. У той же час відзначається зниження рівня опрацювання деталей зброї та одягу.
Спіральний рельєф розповідає історію Дунайських або Маркоманських війн Марка Аврелія, які він вів з 166 року до своєї смерті. Історія починається з того, як армія переправляється через Дунай, ймовірно, в Карнунтумі. Перемога розділяє розповіді про дві експедиції. Точна хронологія подій є спірною, проте найновіша теорія стверджує, що експедиції проти маркоманів та квадів у 172 та 173 роках знаходяться у нижній половині, а успіхи імператора над сарматами у 174 та 175 роках — у верхній половині.
Один із зображених епізодів історично засвідчений у римській пропаганді — так зване «чудо дощу на території Кваді», в якому бог, відповідаючи на молитву імператора, рятує римські війська від жахливої бурі, чудо, яке пізніше християни приписували християнському Богу.
Незважаючи на багато спільних рис з колоною Траяна, стиль колони зовсім інший, вона є предтечею драматичного стилю 3 століття і тісно пов'язана з тріумфальною аркою Септимія Севера, зведеною невдовзі після цього. Голови фігур непропорційно великі, щоб глядач міг краще інтерпретувати вираз їхніх облич. Зображення вирізьблені менш дрібно, ніж на Колоні Траяна, через свердління отворів глибше в камені, щоб вони краще виділялися на контрасті світла і темряви. У той час, як спалюються села, жінок і дітей беруть у полон і переміщують, чоловіків вбивають, емоції, відчай і страждання «варварів» на війні гостро зображені в окремих сценах, у виразах облич і жестах фігур, тоді як імператор зображений як головний герой, який контролює своє оточення.
Символічна мова є загалом чіткішою та виразнішою, хоча й незграбнішою на перший погляд, і справляє на глядача зовсім інше враження, ніж весь художній стиль 100—150 років, як на Колоні Траяна. Там — холодний і тверезий баланс, тут — драматизм і співпереживання. Образотворча мова однозначна — підкреслюється імператорська домінантність і влада, виправдовується її лідерство. Загалом, це передчуття розвитку художнього стилю пізньої античності і перше художнє вираження кризи Римської імперії, яка загостриться у ІІІ столітті.

## Середньовіччя
У Середньовіччі сходження по сходах на вершину колони було настільки популярним, що право стягувати вхідну плату щорічно виставлялося на аукціоні. До XVI століття статуя Марка Аврелія була загублена. У 1589 за вказівкою папи Сикста V Доменіко Фонтана відреставрував колону, поставив на неї скульптуру апостола Павла, а замість зруйнованих рельєфів розмістив на п'єдесталі напис про реставрацію, в якій помилково назвав монумент колоною Антонія Пія.

## Галерея

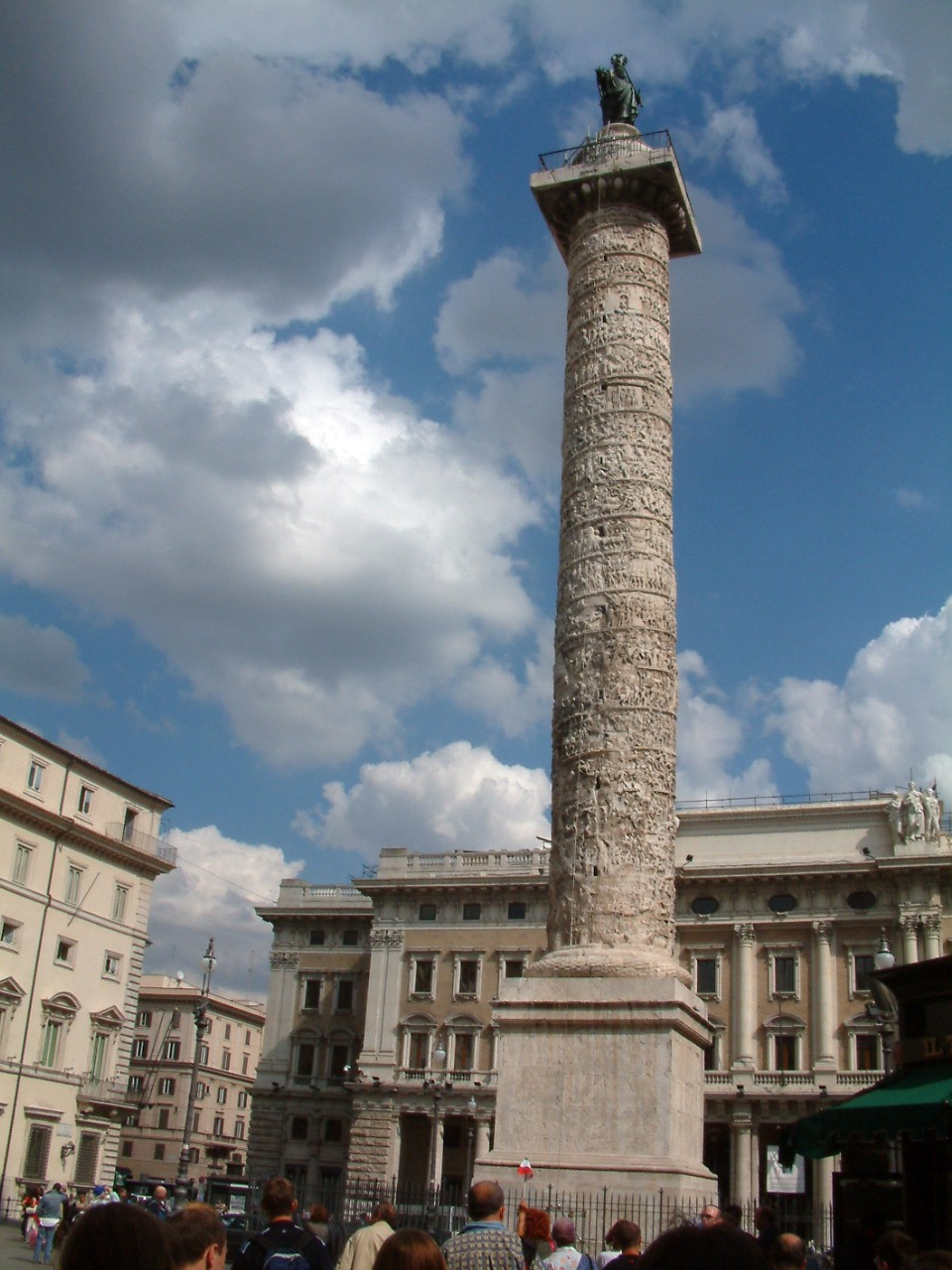
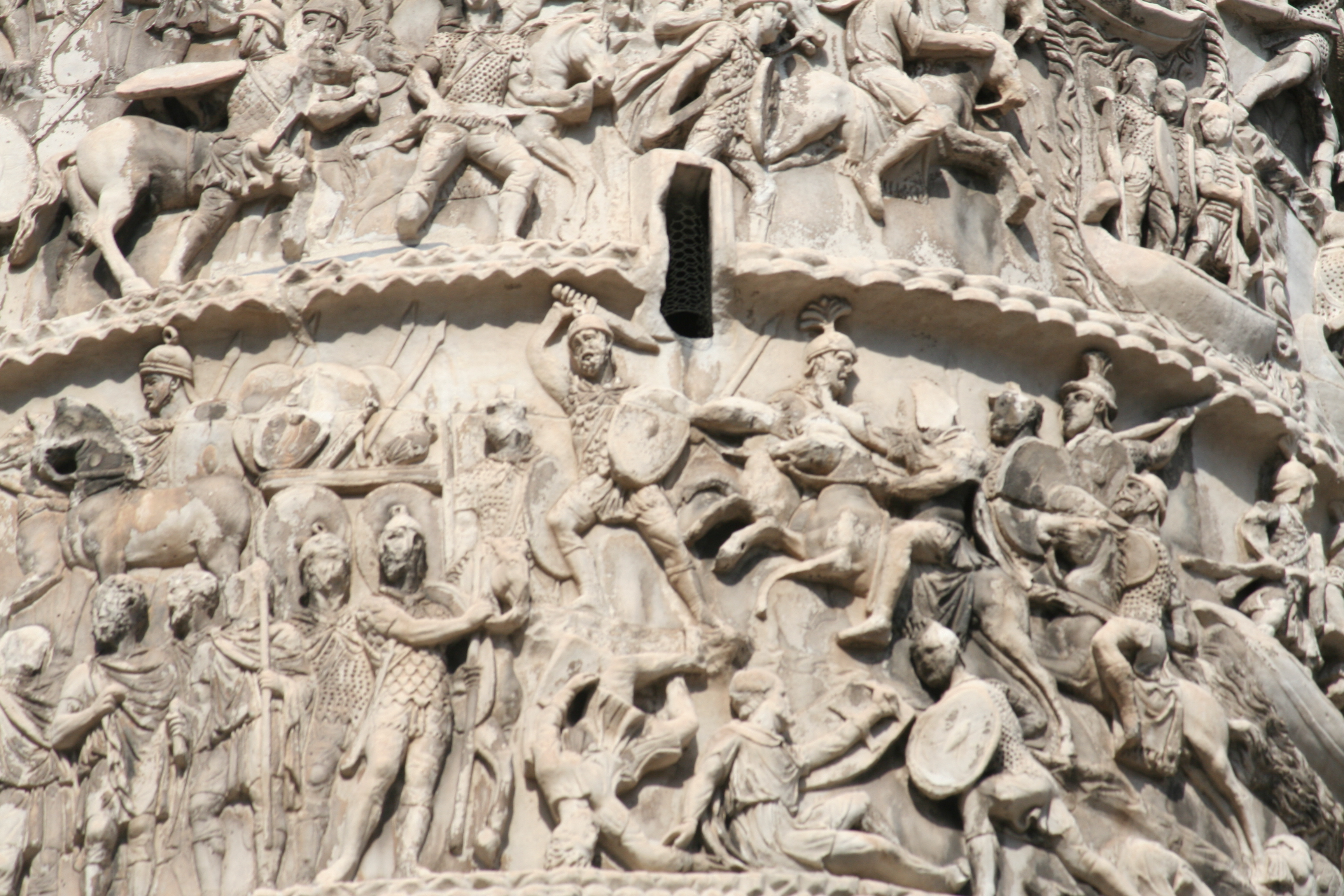
Деталь
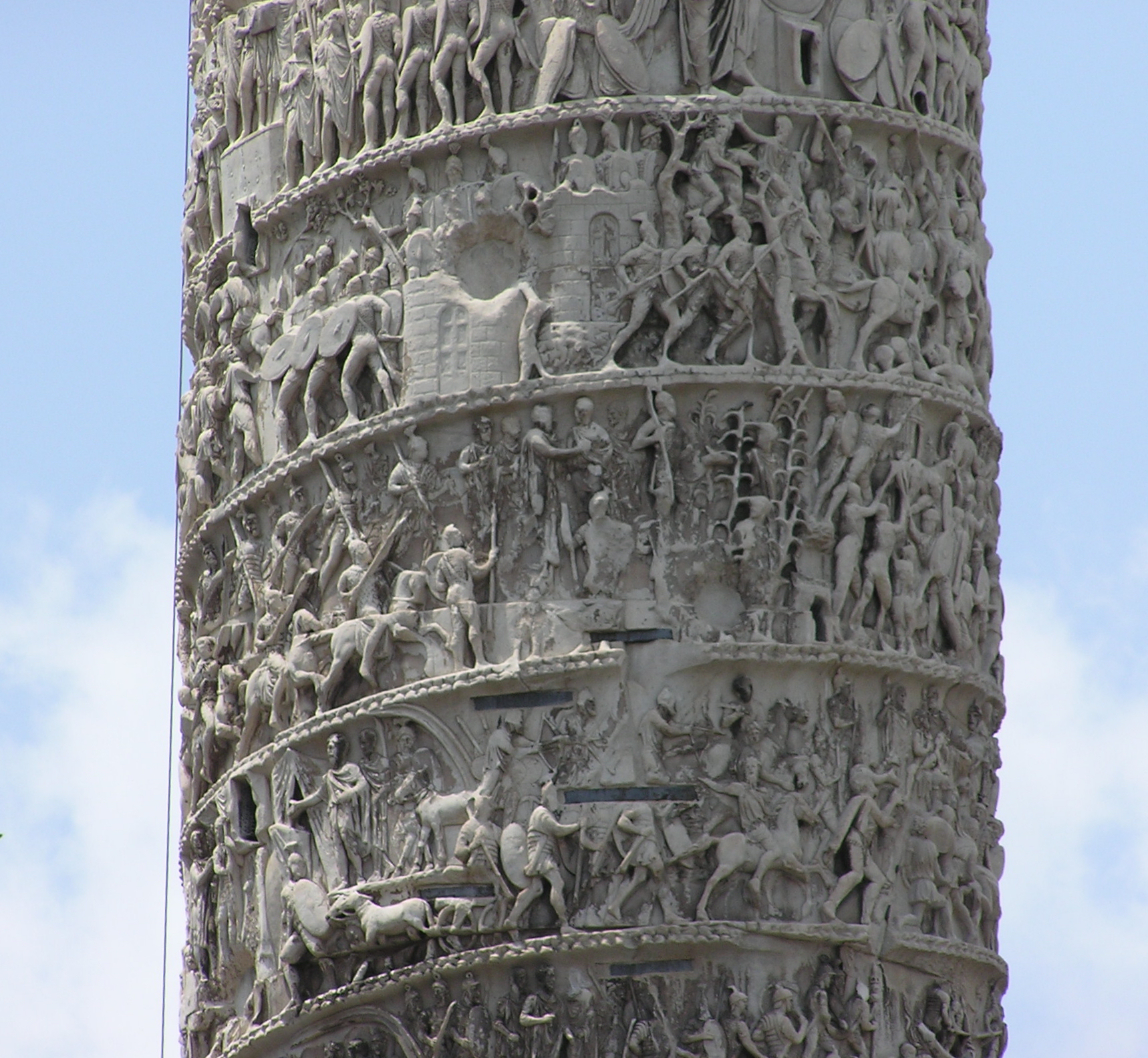
Деталь
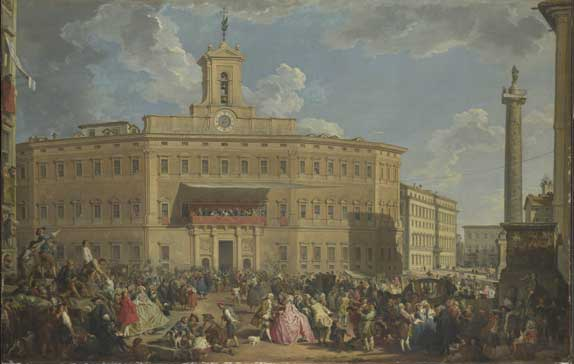
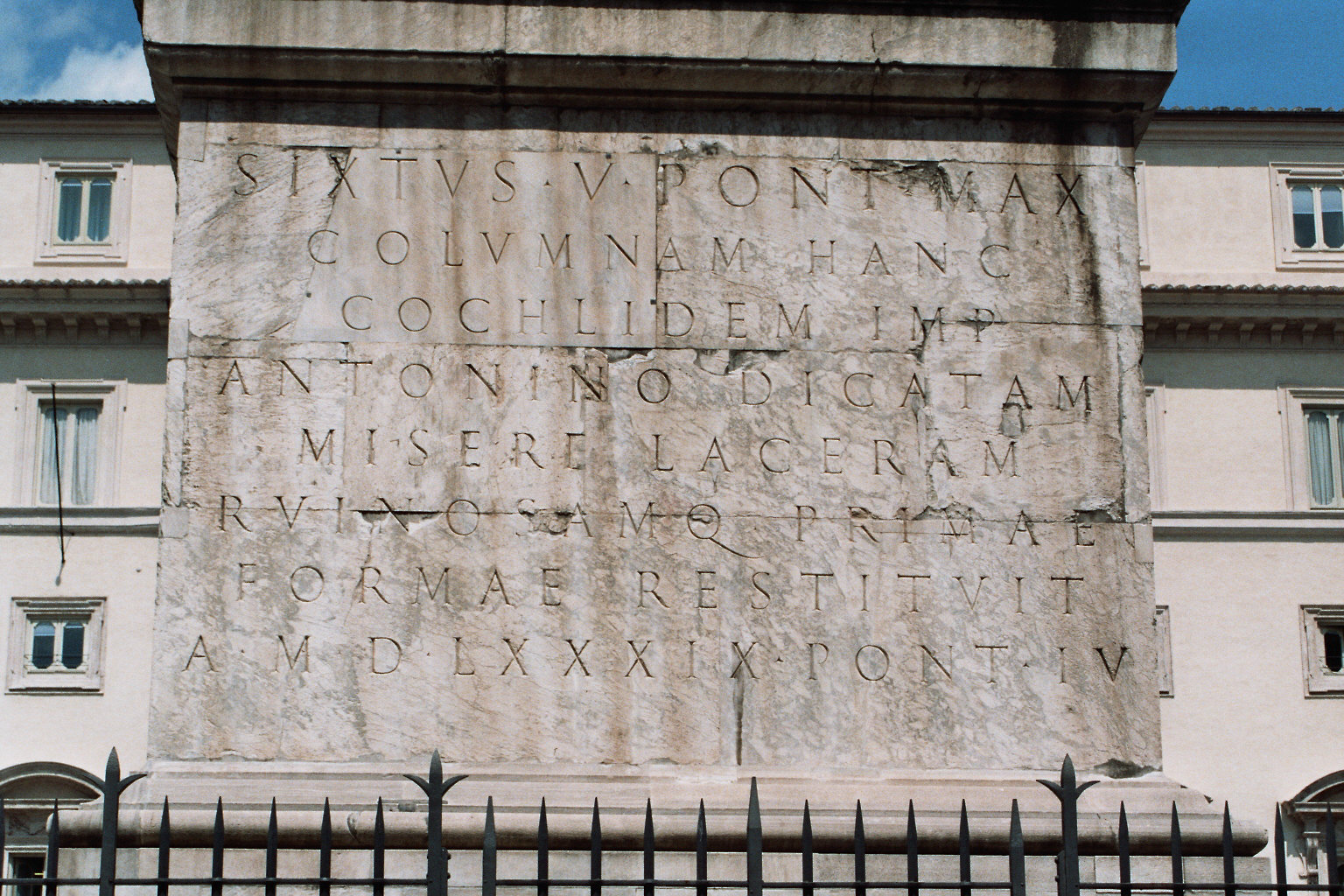
Напис
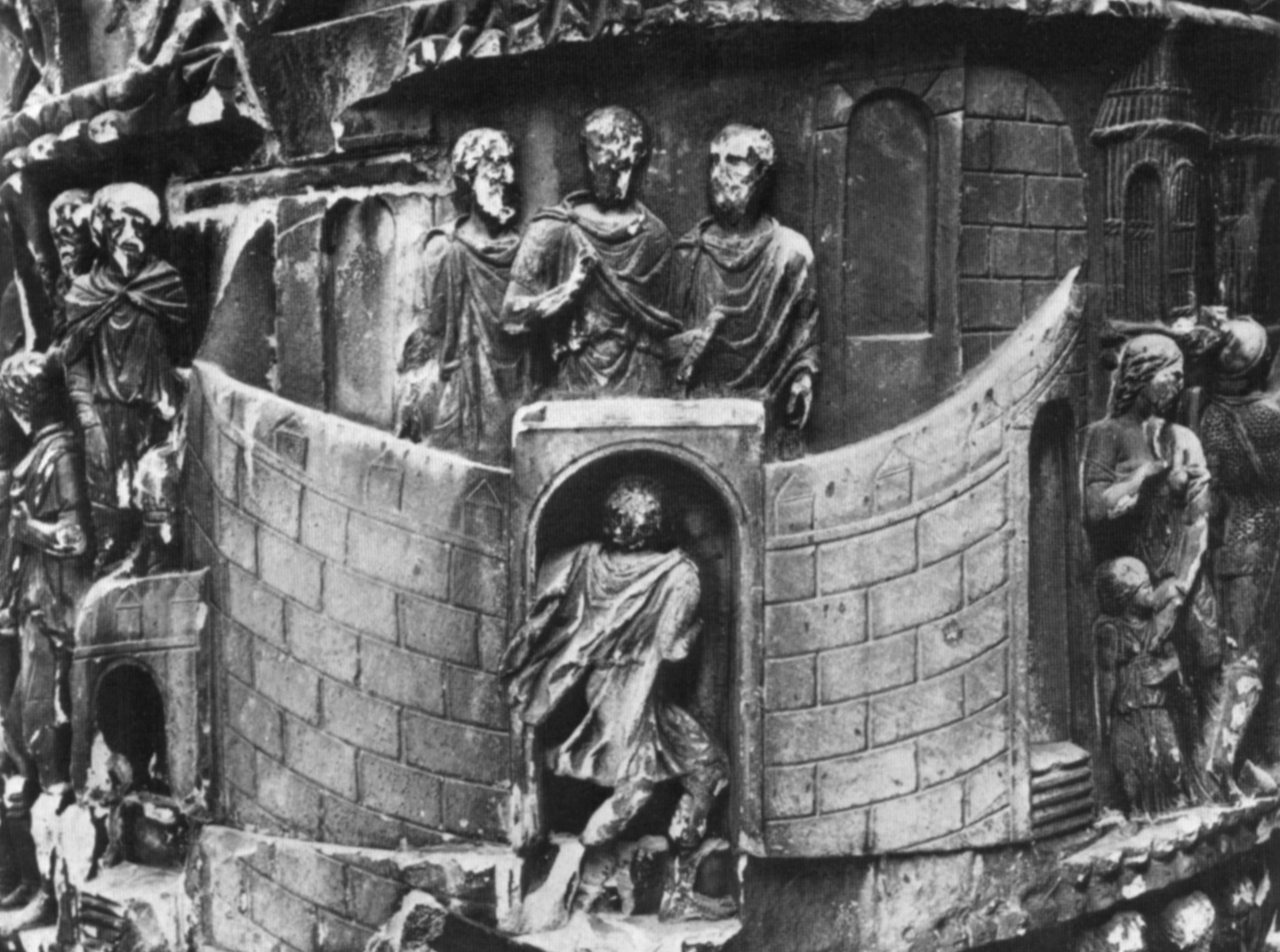
Солдат
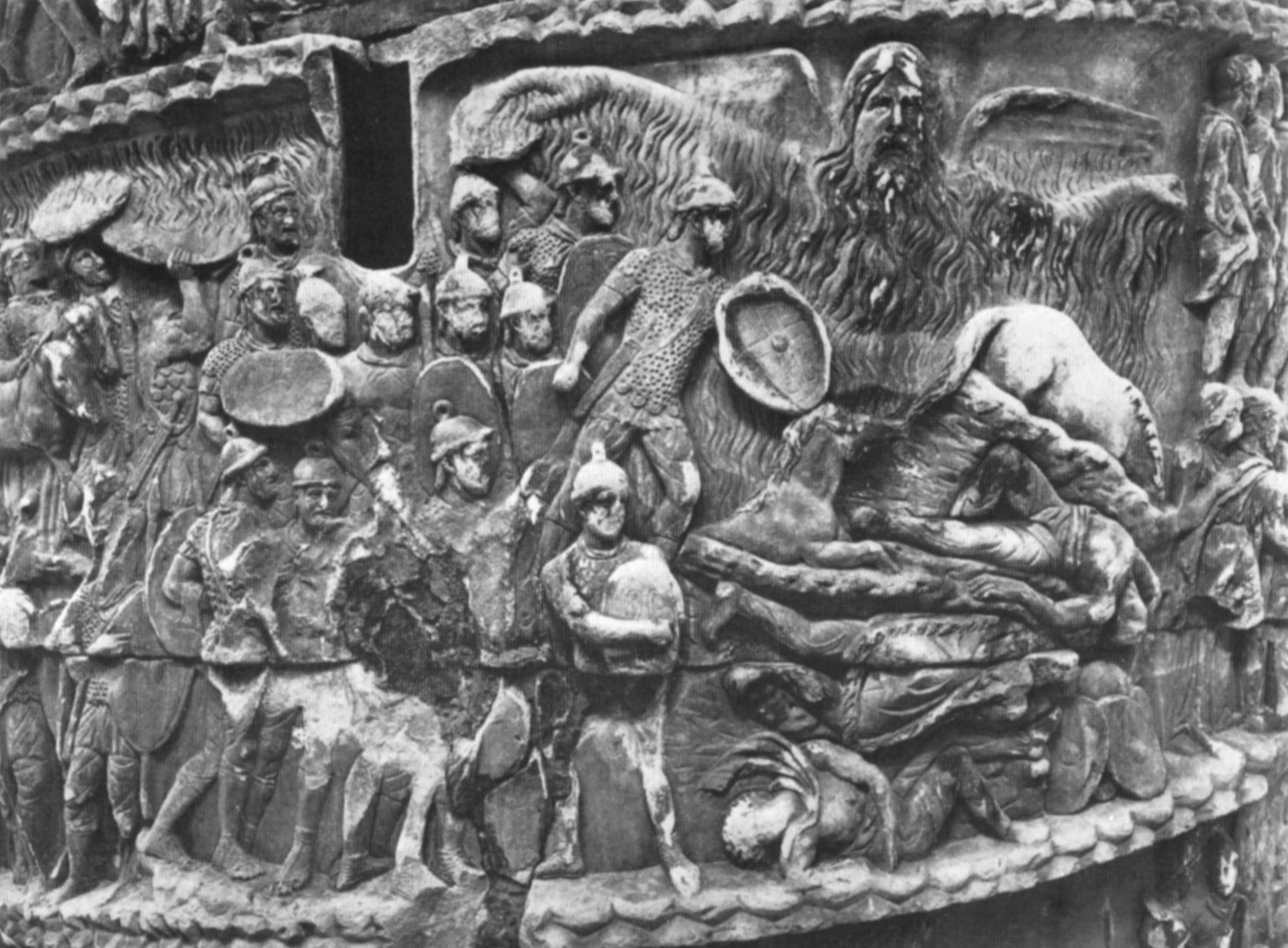
Чарівний дощ
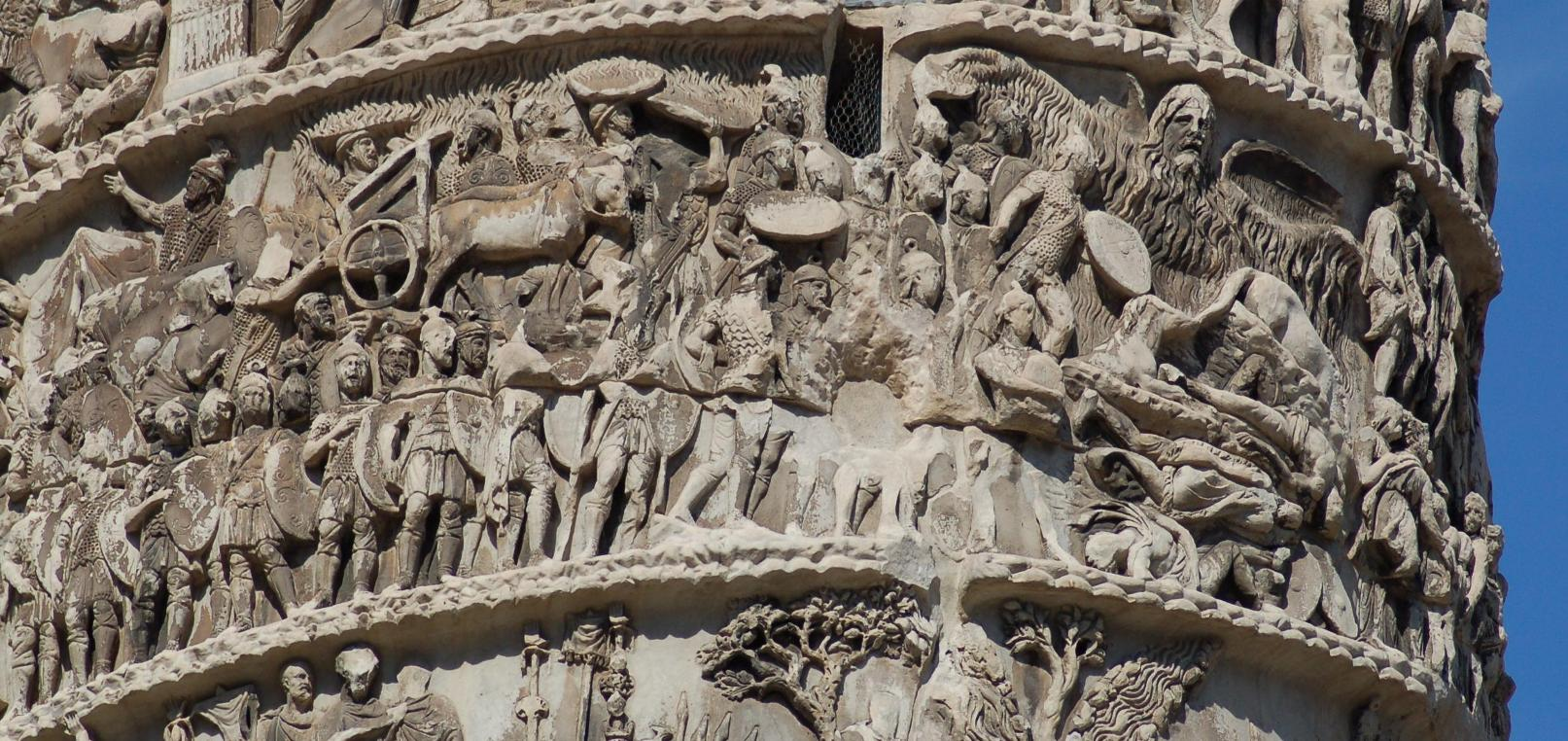
Епізод з чарівним дощем, який приніс вологу Дванадцятому Блискавичному легіону під час Маркоманської війни
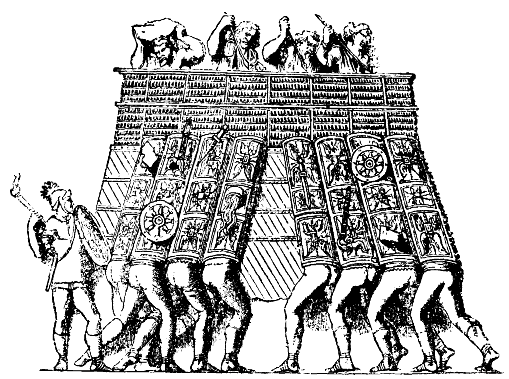